# Pachyphyllum hartwegii
Pachyphyllum hartwegii är en orkidéart som beskrevs av Heinrich Gustav Reichenbach. Pachyphyllum hartwegii ingår i släktet Pachyphyllum och familjen orkidéer.
Artens utbredningsområde är Ecuador. Inga underarter finns listade i Catalogue of Life.